# Geopark
Az UNESCO geoparkok olyan egyedülálló, egységes földrajzi területek, ahol a nemzetközi geológiai jelentőségű tájakat és területeket a védelem, ismeretterjesztés és fenntartható fejlődés holisztikus szempontjai mentén kezelik.

## A geopark
Az UNESCO Földtudományi Tagozata 1997-ben hirdette meg geopark programját.
Ahhoz, hogy egy terület az UNESCO által elismert geoparkká minősüljön, szigorú pályázati feltételeket kell teljesítenie, például nemzetközi értékű geológiai örökséggel kell rendelkeznie, hivatalos menedzsment szervezettel és az összes partner által elfogadott menedzsment tervvel kell rendelkeznie; jól láthatónak kell lennie és együttműködést kell kialakítania a helyi lakosság mellett más geoparkokkal is.
A geoparkok fontos feladata a földtani értékek megőrzésén és védelmén túl, azok bemutatása és megismertetése a nagyközönséggel. A geoparkok a helyi közösségekkel történő együttműködés révén hozzájárulnak a terület gazdasági fejlődéséhez és erősítik a fenntartható turizmus kialakulását.

## UNESCO Globális Geoparkok
| UGG lista kontinensenként        | UNESCO földrajzi zóna                            | Regionális geopark hálózat                       | UGG-k száma a hálózatban | Tagországok száma a hálózatban |
| -------------------------------- | ------------------------------------------------ | ------------------------------------------------ | ------------------------ | ------------------------------ |
| Afrika                           | Afrika                                           | Afrikai Geopark Hálózat                          | 2                        | 2                              |
| Afrika                           | Arab államok                                     | Afrikai Geopark Hálózat                          | 2                        | 2                              |
| Ázsia                            |                                                  | Afrikai Geopark Hálózat                          | 2                        | 2                              |
| Ázsia és a Csendes-óceáni térség | Ázsia és a Csendes-óceáni térség Geopark Hálózat | 60                                               | 8                        |                                |
| Ázsia és a Csendes-óceáni térség | Ázsia és a Csendes-óceáni térség Geopark Hálózat | 60                                               | 8                        | Óceánia                        |
| Európa                           | Európa és Észak-Amerika                          | Európai Geopark Hálózat                          | 75                       | 26                             |
| Észak-Amerika                    | Európa és Észak-Amerika                          | Ázsia és a Csendes-óceáni térség Geopark Hálózat | 3                        | 1                              |
| Közép-Amerika                    | Latin-Amerika és a Karib-térség                  | Latin-Amerika és a Karib-térség Geopark Hálózat  | 7                        | 6                              |
| Dél-Amerika                      | Latin-Amerika és a Karib-térség                  | Latin-Amerika és a Karib-térség Geopark Hálózat  | 7                        | 6                              |

## Geopark hálózatok

### Európai Geoparkok Hálózata
A 2000-ben létrehozott hálózat célja a geológiai változatosság védelme, a geológiai örökségek bemutatása és népszerűsítése, a geoturizmus fejlesztésével a geoparkok fenntartható gazdasági fejlődésének támogatása. A földtudományi értékek mellett a geoparkokban bemutatásra kerülnek az élő természeti értékek és a kulturális örökségek is és az egyes tevékenységekbe bevonásra kerülnek a helyi közösségek. 
A hálózatnak 2018. februárban 71 tagja van, Európa 23 országából, akik a közös cél elérése érdekében intenzív együttműködést folytatnak. A hazai Bakony-Balaton Geopark 2012-től, a Novohrad-Nógrád Geopark 2010-től tagja az európai hálózatnak.
Az Európai Geoparkok Hálózatába felvett tagok az UNESCO Globális Geoparkok Hálózatának is tagjaivá válnak. A szervezet működését egyrészt a tagok, másrészt európai uniós fejlesztési források biztosítják.

### Globális Geopark Hálózat
Az ENSZ Nevelésügyi, Tudományos és Kulturális Szervezete, az UNESCO támogatásával 2004-ben alakult Globális Geopark Hálózat tagjai a 2015. nov. 17-i UNESCO döntés alapján UNESCO Globális Geoparkokként működnek. Az akkor elfogadott Nemzetközi Földtudományi és Geopark Program biztosít kereteket az UNESCO Globális Geoparkok működéséhez és újak létesítéséhez.
A hazai Bakony-Balaton Geopark és a Novohrad-Nógrád Geopark 2015. nov. 17-től az UNESCO Globális Geopark címet viselik.
2018. februárban 35 ország 127 geoparkja működött UNESCO Globális Geopark-ként. A geoparkok földrajzi elosztása egyenetlen, a legtöbb Kínában található, de számos geopark található Spanyolországban, Olaszországban, Franciaországban, az Egyesült Királyságban és Japánban is; míg Ausztráliában, Afrikában, Oroszországban és az USA-ban egyáltalán nem található UNESCO Globális Geopark.
A hálózat és a közös projektek révén a geoparkok megoszthatják egymással tapasztalataikat, a jó példák átvételével magasabb minőséget biztosíthatnak.

## Geoparkok Magyarországon
Magyarországon két geopark található: a Bakony-Balaton Geopark és a határon átnyúló Novohrad-Nógrád Geopark.

### Bakony-Balaton Geopark
A geopark 3244 km2-es területe a Balaton-felvidék és a Bakony térségében található. Magában foglalja a Balaton-felvidéki Nemzeti Park területét (a Kis-Balaton tájegység kivételével), valamint a Magas-bakonyi Tájvédelmi Körzetet, a Somló Tájvédelmi Körzetet, illetve Fonyód térségét.
A geopark alapítója és fenntartó szervezete a Balaton-felvidéki Nemzeti Park Igazgatóság.
A geopark nagyon fontos feladatának tekinti a földtani értékek bemutatását, megismertetését a nagyközönséggel, ennek elősegítésére rendszeresen szervez geotúrákat, valamint a tanösvényeken, látogatóhelyeken, erdei iskolai és természetismereti programokon népszerűsíti a földtani értékeket.
A geopark fő látogatóhelyei és tanösvényei:
A Magas–Bakony területén: Erdők Háza (Bakonybél), Pannon Csillagda Látogatóközpont (Bakonybél), Boroszlán tanösvény (Bakonybél).
A Déli-Bakony területén: Szentgáli-kőlik; Úrkúti-őskarszt természetvédelmi terület.
A Keleti-Bakony területén: Várpalotai homokbánya természetvédelmi terület.
A Balaton-felvidéken: Lóczy-barlang (Balatonfüred), Pele-körút (Csopak), Vörös homokkő tanösvény (Alsóörs), Levendula Ház Látogatóközpont (Tihany), Lóczy Lajos tanösvény (Tihany).
A Káli-medencében: Hegyestű Geológiai Bemutatóhely (Monoszló); Major (Salföld).
A Tapolcai-medencében: Tapolcai-tavasbarlang Látogatóközpont; Geológiai és botanikai tanösvény (Badacsony), Bazaltorgonák tanösvény, Szent György-hegy, Kamon-kő tanösvény (Szigliget).
A Keszthelyi-hegységben: Csodabogyós-barlang (Balatonederics), Kotsy-vízimalom (Zalaszántó), Pele Apó ösvénye (Balatonederics, Balatongyörök).
A Somlói Tájvédelmi Körzetben: Kitaibel tanösvény.
A Bakony–Balaton Geopark tagja az Európai Geopark Hálózatnak és az UNESCO Globális Geopark Hálózatnak, ez utóbbi védjegy viselésének jogát 2020-ig nyerte el a geopark.

### Novohrad-Nógrád Geopark
A világ első határon átnyúló geoparkja 64 magyarországi és 28 szlovákiai településen kapcsolja össze a földtani értékeket, látványosságokat. A geológiai értékeken túl a táji, természeti, kulturális és történelmi értékek és a palóc vidék hagyományainak megismerésére is lehetőséget biztosít a geopark.
A rendezvények, nyári táborok és vezetett túrák alkalmával szakemberek segítségével a nagyközönség számára is könnyen megismerhetővé válnak a földtani értékek.
A geopark fő értékei:
Karancs-Medves Tájvédelmi Körzet bazaltvidéke; A tari Fehérkő-bánya; Fülek városa; A tari Békesztupa - Kőrösi Csoma Sándor Emlékpark; Az Ipoly-völgy és az Ipoly folyó; Mátraverebély – Szentkút; Sámsonháza, a Vár-hegy déli csúcsának kőfejtője; A somoskői vár; Szilvás-kő és Bagó-kő; Salgó és Kis-Salgó; Ipolytarnóci Ősmaradványok Természetvédelmi Terület; A hollókői vár; A salgói vár; A füleki vár; Baglyaskő és a Baglyaskő vára Természetvédelmi Látogatóközpont; Pogányvár; Ajnácskő; Csontos-árok; Hollókő - A világörökségi falu; Bujáki Egidius-forrás; Herencsény Arethusa-forrás; Benczúrfalvi kastélypark; Pécs-kői bazaltkúp (Salgótarján); Baglyas-bazalttömb (Salgótarján); Szécsényi kastélypark; Kiskő (Szilaspogony); Tuzson Arborétum; Karancslapujtői kastélypark; Kishartyáni Kőlyuk-oldal; Millenniumi facsoport (Litke); Ludányhalászi kastélypark; Forró-kúti tölgyfa (Mátraverebély); Felső-csevice forrás (Tar); Dobos-kút és környéke (Nógrádsipek); Páris-patak völgye (Nógrádszakál); Szandai Vár-hegy; Bárnai Szérkő; Kazári riolittufa erózió és földtani szelvény; Teleki-Dégenfeld kastélypark (Szirák); Krakkó-pusztai tánctér (Lucfalva); Kökényes-völgy (Vizslás); Bárna-patak forrásterülete; Béri Nagy-hegy andezitoszlopai; Pocikvár és környéke (Salgótarján); Tábi fűzfa (Varsány); Szent-Györgyi Albert emlékpark; Bujáki Tölgyfák és a Bujáki Tölgyfa; Csákányházi szelvény (Csákányháza, Szlovákia); Sátorosi kőbánya (Sátorosbánya, Szlovákia); Bagolyvár (Sőreg, Szlovákia); Tajti diatréma (Tajti, Szlovákia); Bénai sziklák; A nógrádszakáli fatörzsbarlangok.
A Novohrad-Nógrád Geopark tagja az Európai Geopark Hálózatnak és az UNESCO Globális Geopark Hálózatnak.